# Enzo Ferrero
Enzo Ferrero Águila (Campana, Buenos Aires, Argentina, 3 de enero de 1953) es un exfutbolista y exentrenador de fútbol argentino.
Jugador del Sporting en la llamada «época dorada» del club, formó una de las delanteras más recordadas por el sportinguismo. Con 53 goles, es el tercer máximo goleador del Sporting en la Primera División de España tras Quini (165) y Joaquín Alonso (65).
Jugaba de extremo izquierdo y es considerado uno de los mejores jugadores de la historia del Sporting, figura en los mejores IX históricos tanto de este club como del Boca Juniors.
Es hermano del exfutbolista Oscar Ferrero, que también jugó en el Sporting y con quien fue compañero de equipo en las temporadas 1978-79 y 1980-81.

## Trayectoria

### Como jugador

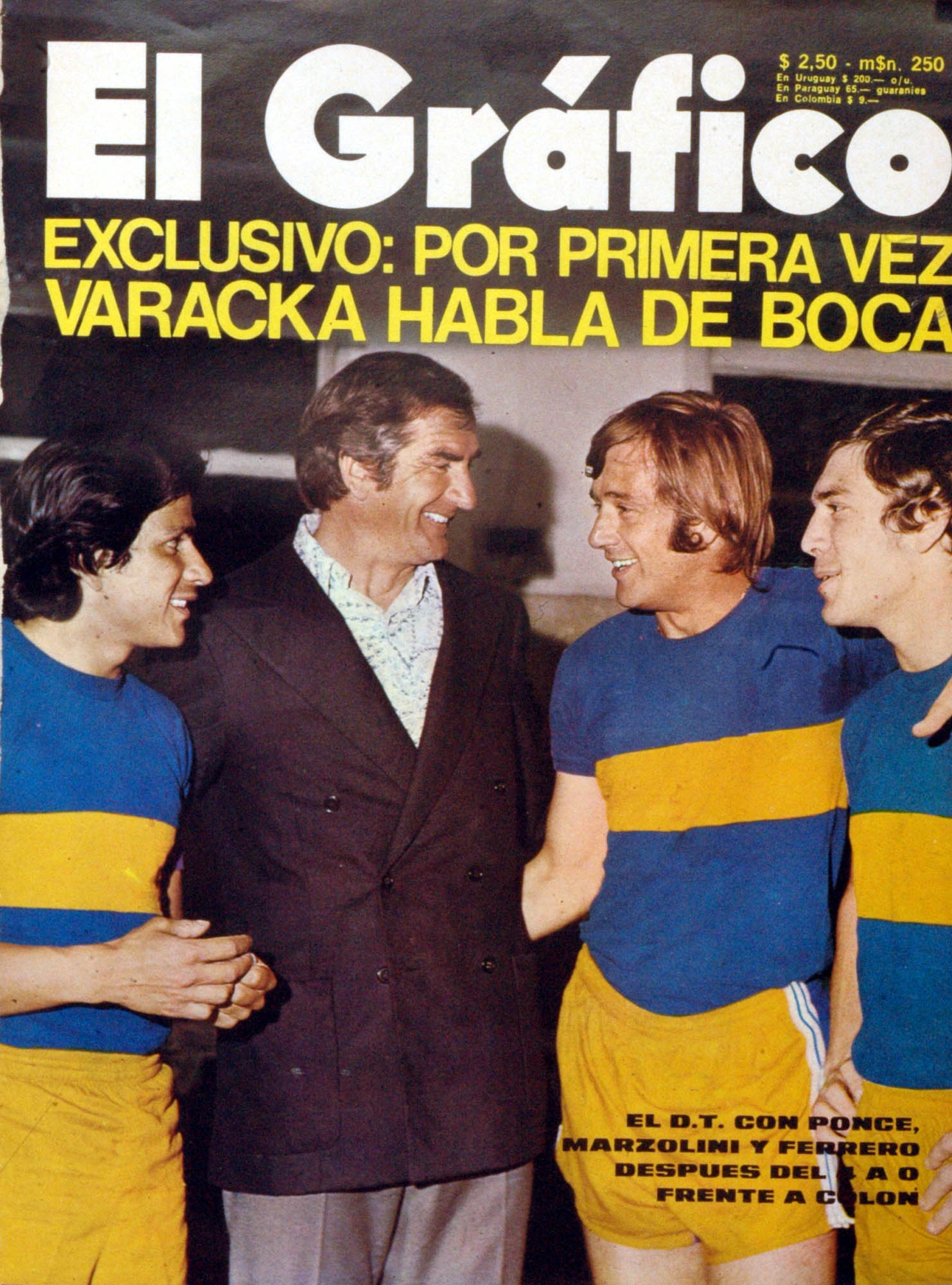
Ponce, Varacka, Marzolini y Ferrero en 1972.

Debutó en el C. A. Boca Juniors en el año 1971 y logró el segundo lugar en el Torneo Metropolitano de 1973. Ferrero jugó un total de 169 partidos con Boca Juniors hasta 1975, en los que anotó treinta y nueve goles.
Para la temporada 1975-76 fichó por el Real Sporting de Gijón con el que debutó aún en pretemporada en la final del Trofeo Costa Verde ante el PFC CSKA Sofia disputado en El Molinón de Gijón. En su primera campaña con el Sporting, el equipo descendió a Segunda División, aunque recuperó la categoría un año después, iniciando su mejor época histórica. Posteriormente, consiguió un subcampeonato de Liga en la temporada 1978-79, y dos de Copa del Rey en 1981 y 1982 así como múltiples participaciones en competición europea. Se mantuvo como extremo izquierdo titular del equipo asturiano hasta su retirada al final de la campaña 1984-85, siendo uno de los jugadores más carismáticos y queridos por la afición. En total disputó 241 partidos en Primera División y marcó cincuenta y cuatro goles.

### Así gana el Madrid
El 25 de noviembre de 1979 se celebraba en El Molinón un Sporting - Real Madrid. En los primeros minutos de juego hay una fuerte patada de Ferrero sobre el madridista Isidoro San José tras un empujón de este último sobre el primero que le partió el labio. El árbitro del partido resolvió la jugada expulsando solamente a Ferrero, a pesar de que debía haber expulsado a los dos según las crónicas de la época. Tras esto, los aficionados de El Molinón comenzaron a cantar «Así, así, así gana el Madrid», en alusión también al partido entre ambos conjuntos en el estadio Santiago Bernabéu, también con un arbitraje favorable al equipo blanco.

### Como entrenador
Tras su retirada como jugador, asumió el cargo de director deportivo del Real Sporting de Gijón entre 1990 y 1993. Posteriormente, fue técnico del U. D. Gijón Industrial entre los años 2001 y 2004, consiguiendo el ascenso a Tercera División en la temporada 2001-02 y la permanencia en la categoría durante las dos siguientes campañas en las que dirigió al club fabril. En la temporada 2005/06 entrenó al Oviedo A. C. F., también en Tercera, hasta que presentó su dimisión en mayo de 2006.

## Selección nacional
Jugó con la selección juvenil de Argentina en el Torneo Juvenil de Cannes celebrado en 1972, donde se proclamó subcampeón tras perder en la final ante Brasil por 2-1. En categoría absoluta, protagonizó el primer partido de la «era Menotti» frente a España el 12 de octubre de 1974. En el año 1981 volvió a ser convocado por el propio Menotti.

## Homenajes
- En 2022 el Sporting decidió dedicarle la puerta 11 de su estadio, El Molinón.[5]En diciembre de 2024 se produjo el acto de inauguración.[17]

## Clubes

### Como jugador
| Club                   | País      | Año     | PJ       |
| ---------------------- | --------- | ------- | -------- |
| C. A. Boca Juniors     | Argentina | 1971-75 | 169 (39) |
| Real Sporting de Gijón | España    | 1975-85 | 340 (89) |

### Como entrenador
| Club                   | País   | Año     |
| ---------------------- | ------ | ------- |
| U. D. Gijón Industrial | España | 2001-04 |
| Oviedo A. C. F.        | España | 2005-06 |

## Palmarés

### Títulos nacionales
| Título           | Club                   | País   | Año     |
| ---------------- | ---------------------- | ------ | ------- |
| Segunda División | Real Sporting de Gijón | España | 1976-77 |

### Distinciones individuales
| Distinción                                               | Año  |
| -------------------------------------------------------- | ---- |
| Mejor jugador del Torneo de Viareggio                    | 1972 |
| Incluido en el once histórico del Real Sporting de Gijón | 2005 |